# Cyprus Broadcasting Corporation

Cyprus Broadcasting Corporation eller CyBC är ett cypriotiskt public servicebolag. De sänder fyra radiokanaler två TV-kanaler. CyBC eftersträvar att ge objektiv information och underhållning till folket på Cypern.